# SOS
SOS（摩斯電碼：···---···）是目前国际通用的摩斯电码求救信号。

## 历史

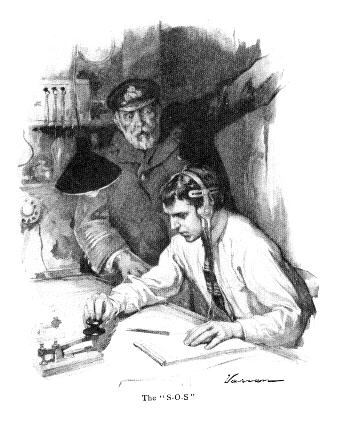
下沉中的泰坦尼克号正在向外发送信号

第一次作为一种标准被采用是在1905年4月1日由德国政府规定的关于无线电的管理条例中，並于1906年11月3日成为国际标准（之前国际常用CQD求救信号，但并未成为标准）。在1908年7月1日后被广泛采用。
之所以制订新遇难信号为SOS，是因为当时的抗干扰技术很差，之前常用的CQD信号，由于发送码长，而且电码的符号不一致，而S与O是摩斯电码中少有的连续码而且对操作员来说较易使用。而SOS在之后也成为一个易记、实用的求救方式。
有记录的首次使用SOS求救信號的时间是在1909年8月11日，当时汽船阿拉帕霍号（S.S. Arapahoe）驶至北卡罗来纳州的哈特拉斯角后燃油殆尽，发出救援36小时后被救。
其中一次较知名的利用SOS求救信號就是在1912年4月14日晚上英國郵輪鐵達尼號将在北大西洋沉沒時。當時英國人多數是利用CQD求救信号，不過當晚也用了新的SOS求救信號，希望有郵輪來拯救他們。不過该求救信號直到第二天早上才被加州人号收到，因為加州人号的电报员关了电报机下班睡觉去了。而鐵達尼號的無線電首席官員杰克·菲利普起初一直在發送傳統的CQD遇難信號，直到下級無線電操作員哈羅德·布萊德建議他：「發送SOS吧，這是新的呼叫信號，這也可能是你最後的機會來發送它了！」然後菲利普才在傳統的CQD求救信號中夾雜SOS信號。
由於現代無線電通訊技術的發展，船舶與航空器越來越少使用摩斯電碼通訊，因此除了業餘無線電外，SOS已逐漸停用，改以國際海事衛星電子通信設備的全球海上遇險及安全系統（GMDSS）代替。

## SOS的含義
日常中，SOS通常被理解为：“Save Our Ship”（拯救我们的船）或“Save Our Souls”（拯救我们的灵魂）。但当初制定规范时是沒有意思的，純粹因摩斯電碼是全點及全橫而方便記載。

## SOS的摩斯電碼
S、O、S這三個字母的摩斯電碼分別是「···」、「---」、「···」，念為「滴滴滴」、「答答答」、「滴滴滴」，也就是「三短音」、「三長音」、「三短音」。
極為簡潔明確，即便是未經訓練的民眾，也可以輕易的利用手邊的器物發出這樣的信號，或是加以辨識。

## 实际应用
在1980年代的香港，由於社會開始富裕，不少人都愛在週末郊遊或露營。由於當時的通訊科技未有今日的發達，所以警方在《警訊》節目裡教導市民通过利用开关手電筒發出SOS訊號（三短三长三短的光闪烁），以便一旦在山野間迷路時，亦懂得如何向周邊發出求救訊號。